# 清水孝
清水 孝（しみず たかし、1959年 - ）は、日本の会計学者。専攻は管理会計。早稲田大学商学学術院（大学院会計研究科）教授。元公認会計士試験委員。西澤脩（早稲田大学名誉教授）門下。東京都生まれ。愛犬家。

## 学歴
- 1978年　千葉県立東葛飾高等学校卒業
- 1982年　早稲田大学商学部卒業
- 1991年　早稲田大学大学院商学研究科博士後期課程単位取得満期退学
- 2000年　博士（商学）の学位を取得

## 職歴
- 1989年4月　早稲田大学商学部助手
- 1991年4月　朝日大学経営学部専任講師
- 1994年4月　朝日大学経営学部助教授
- 1995年4月　早稲田大学商学部専任講師
- 1997年4月　早稲田大学商学部助教授
- 2002年4月　早稲田大学商学部教授
- 2002年8月 - 2003年8月　University of California, Berkeley客員研究員
- 2005年4月　早稲田大学大学院会計研究科教授

## 著書

### 単著
- 『経営競争力を強化する戦略管理会計』中央経済社　2000年
- 『上級原価計算』　中央経済社　2006年、第3版　2012年
- 『原価計算』　税務経理協会　2012年
- 『戦略実行のための業績管理』　中央経済社　2013年
- 『現場で使える　原価計算』　中央経済社　2014年
- 『現場で使える　管理会計』　中央経済社　2015年
- 『論点で学ぶ　原価計算』　新世社　2018年

### 分担執筆
- 『OECD新金融商品ガイドライン－開示の精神と会計手続』(共訳)　同文舘　1990年
- 『人件費の会計と管理』(分担執筆)　白桃書房　1990年
- 『上位都市銀行の経営分析』(分担執筆)　日本証券経済研究所　1991年
- 『財務リスク・マネジメント-ALMの理論と実務』(分担執筆)　日本証券経済研究所　1992年
- 『財務会計のフロンティア』(分担執筆)　中央経済社　1993年
- 『管理会計のフロンティア』(分担執筆)　中央経済社　1994年
- 『グローバル化時代の地場産業と企業経営』(分担執筆)　成文堂　1995年
- 『日米自動車産業の経営分析』(分担執筆)　日本証券経済研究所　1995年
- 『損害保険業の経営分析』(分担執筆)　日本証券経済研究所　1997年
- 『ニューコンセプト日商簿記検定試験-1級原価計算』(分担執筆)　税務経理協会　1998年
- 『ニューコンセプト日商簿記検定試験-1級原価計算ワークブック』(分担執筆)　税務経理協会　1998年
- 『総合商社の経営分析』(分担執筆)　財団法人日本証券経済研究所　1998年
- 『マーケティングの管理会計』(分担執筆)　中央経済社、1998年
- 『最新　現代マネジメント全集　第3巻　財務管理』(分担執筆)　全日法規株式会社　1999年
- 『流通用語辞典』(共同編集)白桃書房　1999年
- 『国際財務報告の新動向』(分担執筆)別冊商事法務222号　1999年
- 『管理会計辞典』(分担執筆)同文舘　2000年
- 『管理会計学辞典』(分担執筆)中央経済社　2000年
- 『企業連携のコスト戦略』(共同監訳)ダイヤモンド社、2000年
- 『ネオ・バランスト・スコアカード経営』(分担執筆)、中央経済社、2001年
- 『グループ経営ハンドブック』(分担執筆)、中央経済社、2001年
- 『管理会計要論』(分担執筆)創成社、2001年
- 『学際的管理会計』(分担執筆)白桃書房、2001年
- 『ホスピタリティ・マネジメント：サービス競争力を高める理論とケーススタディ』(分担執筆)、生産性出版、2002年
- 『企業価値を創造する3つのツールEVA/ABC/BSC』(分担執筆)中央経済社、2002年
- 『戦略マネジメントシステム』東洋経済新報社、2004年

### 共編著
- 『68シーンで完全マスター！今すぐ使えるワンランク上の実践ビジネス英語』（ダニエル・ドーラン氏と）東洋経済新報社、2013年

### 共著
- 『移転価格税制の税務と管理』(小畠信史との共著)税務経理協会、1993年
- 『経営学の論点整理』(藤田誠との共著)　中央経済社　1997年
- 『入門原価計算』(奥村雅史、長谷川惠一との共著)中央経済社 2004年
- 『バランストスコアカード 理論と導入』(伊藤嘉博、長谷川惠一との共著)、ダイヤモンド社、2001年
- 『演習　管理会計論』(小林啓孝との共著)、中央経済社 2008年
- 『スタンダード管理会計』（小林啓孝・伊藤嘉博・長谷川惠一との共著）東洋経済新報社、2009年
- 『基礎管理会計』(庵谷治男との共著)、中央経済社 2019年

### 共同執筆
- 『流通用語辞典』、白桃書房、1999年

### 監訳書
- 『脱予算経営』 ジェレミー ホープ (著), ロビン フレーザー (著), Jeremy Hope (原著), Robin Fraser (原著)、生産性出版、2005年
- 『企業連携のコスト戦略』（長谷川惠一との共同監訳書）、ダイヤモンド社、2000年

### 訳書
- 『業績評価の理論と実務〜 専門領域の障壁を越えて 〜』ニーリー、A、東洋経済新報社、2004年